# Anahi León
Anahi León (1988) es una deportista mexicana que compitió en triatlón. Ganó una medalla de bronce en el Campeonato Panamericano de Triatlón de 2014.

## Palmarés internacional
| Campeonato Panamericano | Campeonato Panamericano | Campeonato Panamericano | Campeonato Panamericano |
| Año                     | Lugar                   | Medalla                 | Prueba                  |
| ----------------------- | ----------------------- | ----------------------- | ----------------------- |
| 2014                    | Dallas (Estados Unidos) | Medalla de bronce       | Individual              |